# Germán Verdugo
José Germán Verdugo Soto (Talca, 5 de octubre de 1948), es un abogado y político chileno, militante del partido Renovación Nacional (RN) hasta mayo de 2016. Se desempeñó como alcalde de la ciudad de Talca durante dos periodos (1996-2004), y Diputado por el Distrito 37 correspondiente comuna de Talca entre 2006 y 2018. Actualmente se desempeña como SEREMI de Justicia y Derechos Humanos por la Región del Maule.

## Vida personal
José Germán Verdugo Soto nació en 1948 en Talca. Cursó sus estudios primarios en la escuela básica de Pelarco y los secundarios en el otrora Liceo Blanco Encalada, actualmente Colegio De La Salle Talca. Estudió Derecho en la Pontificia Universidad Católica de Chile de Santiago, obteniendo su título de abogado en 1975.
Verdugo ha ejercido libremente la profesión y ha trabajado en el Instituto de Estudios Internacionales de la Universidad de Chile.
Casado con Pía Varoli, tiene 4 hijos, Pía, Germán, Javiera y Lorenzo.

## Carrera política

### Gestión alcaldicia
Tras varios años de ejercicio privado de la profesión, Verdugo incursionó en cargos públicos. Afín a la centroderecha y partidario de la dictadura militar, a partir de 1977 trabajó como abogado en el Departamento Jurídico de la Ilustre Municipalidad de Talca y, al año siguiente, fue designado Secretario Municipal de la Ilustre Municipalidad de Talca, siendo mano derecha del entonces alcalde Manuel Gamboa. Luego del retiro de éste, en 1989, fue nombrado por Augusto Pinochet como alcalde de Talca. Su periodo, breve pero fecundo, donde tomó contacto con las organizaciones sociales de la ciudad, terminó en 1992, con las primeras elecciones municipales en democracia. Entró a militar a la Unión Demócrata Independiente (UDI).
En 1996, tras una fallida postulación a la Cámara de Diputados, vuelve a asumir la Alcaldía, pero esta vez mediante una elección popular en octubre de ese año, obteniendo cerca del 31% de los votos y 3 concejales. Verdugo fue nuevamente reelecto en 2000, con el 41 % de los votos, porcentaje histórico para la derecha en Talca. En su doble periodo alcaldicio de ocho años desarrolló una gestión cercana a los vecinos aunque poco difundida; se lograron importantes avances en pavimentación, alcantarillado, relleno sanitario de basura, construcción de escuelas municipales y el inicio de las obras del Teatro Regional del Maule (TRM).
En octubre de 2004 no consiguió ser reelecto en el sillón alcaldicio, siendo vencido por estrecho margen por el concejal socialista Patricio Herrera Blanco.

### Diputado
En 1993 se presentó como candidato a diputado por el Distrito 37 (comuna de Talca). Pese a que logró la segunda mayoría, con un 25,5 %, no ganó escaño debido al sistema binominal, ya que la lista de la Concertación dobló en votos a la de la Unión por el Progreso de Chile, coalición de derecha. 
Tras su paso por la alcaldía, en 2005 nuevamente se postula como candidato a diputado por Distrito 27, representado al partido de la Alianza, Renovación Nacional (RN). En la elección del 11 de diciembre de ese año, Verdugo alcanzó un 27 % de los votos, dejando en el camino al diputado en ejercicio Pablo Prieto (UDI) quien obtuvo un 21%; cabe destacar que la votación de la Alianza superó a la de la Concertación (47,7 % a 47,5 %) en una urbe tradicionalmente de izquierda. 
Integró las comisiones permanentes de Derechos Humanos, Nacionalidad y Ciudadanía; de Agricultura, Silvicultura y Desarrollo Rural; de Ciencia y Tecnología; de Educación, Deportes y Recreación; y de Micro, Pequeña y Mediana Empresa. Participó en las comisiones especiales de la Pequeña y Mediana Empresa (PYME), y de Deportes. Integró el Comité Parlamentario de Renovación Nacional.
Formó parte de los grupos interparlamentarios chileno-búlgaro; chileno-chino; chileno-italiano; y chileno-ruso.
Fue distinguido por el programa Informe Especial de TVN como uno de los diputados más responsables en asistencia y cumplimiento de labores, contrastando fuertemente con la gran mayoría de sus colegas, no bien evaluados en el señalado programa.
En 2009 fue reelecto diputado con la primera mayoría del distrito: un 39,14 %, superando a quien fuera elegido desde 1993 con la primera mayoría, Sergio Aguiló (PS, 37,69%). Fue presidente de las comisiones permanentes de Defensa Nacional; y de Micro, Pequeña y Mediana Empresa; e integrante de la Comisión Permanentes de Educación. Participó en la Comisión Especial de Deportes. Formó parte del comité parlamentario de Renovación Nacional.
En las elecciones parlamentarias de noviembre de 2013 fue reelecto como diputado por el Distrito n.º 37, en representación del Partido Renovación Nacional, por el periodo 2014-2018. Fue integrante de las comisiones permanentes de Familia y Adulto Mayor; Defensa Nacional; Deportes y Recreación; y Ética y Transparencia (que presidio desde marzo de 2015). Integró la Comisión Permanente de Economía, Fomento; Micro, Pequeña y Mediana Empresa; Protección de los Consumidores y Turismo en marzo de 2014. Miembro de la Comisión Investigadora del Uso de los Recursos que otorga la ley sobre Subvención Escolar Preferencial.
El 6 de mayo de 2016 anunció su renuncia a Renovación Nacional.
Para las elecciones parlamentarias de 2017 buscó la reelección como diputado esta vez por el nuevo distrito 17 del Maule Norte (que comprende las comunas de Constitución, Curepto, Curicó, Empedrado, Hualañé, Licantén, Maule, Molina, Pelarco, Pencahue, Rauco, Río Claro, Romeral, Sagrada Familia, San Clemente, San Rafael, Talca, Teno y Vichuquén), representando a la Unión Demócrata Independiente. Obtuvo 14 528 votos, equivalentes al 5,3 %, pero no resultó elegido.
Unas semanas después de terminar su periodo en el Congreso en marzo de 2018, fue designado como Secretario Regional Ministerial de Justicia de la Región del Maule, por el segundo gobierno de Sebastián Piñera.

## Historial electoral

### Elecciones parlamentarias de 1993
- Elecciones parlamentarias de 1993 a diputado por el Distrito 37 (Talca)[5]

### Elecciones parlamentarias de 2009
- Elecciones parlamentarias de 2009 a diputado por el Distrito 37 (Talca)[6]

### Elecciones parlamentarias de 2013
- Elecciones parlamentarias de 2013 a diputado por el Distrito 37 (Talca)[7]

### Elecciones parlamentarias de 2017
- Elecciones parlamentarias de 2017, a Diputado por el distrito 17 (Constitución, Curepto, Curicó, Empedrado, Hualañé, Licantén, Maule, Molina, Pelarco, Pencahue, Rauco, Río Claro, Romeral, Sagrada Familia, San Clemente, San Rafael, Talca, Teno y Vichuquén)[8]